# Marquetalia

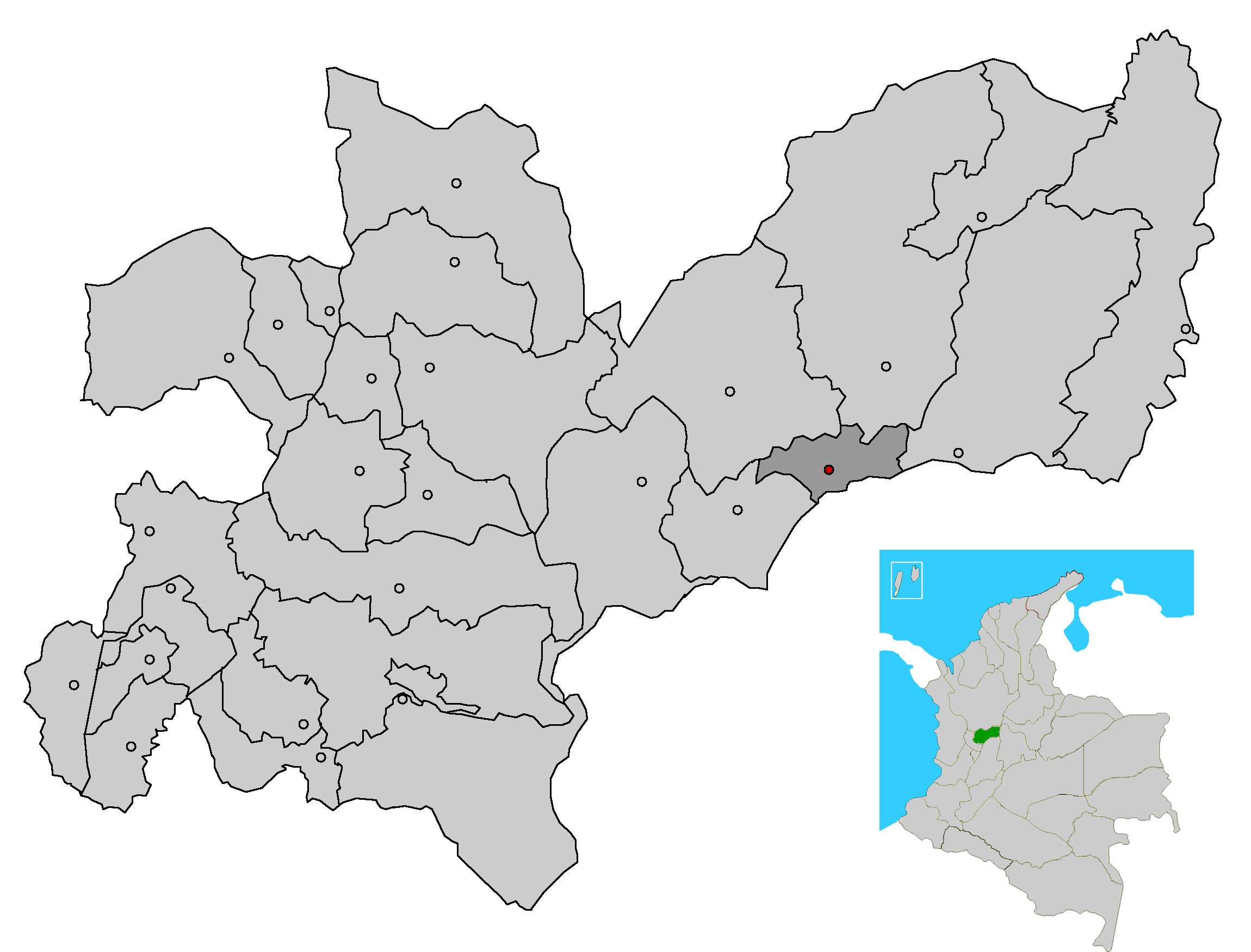
Localização de Marquetalia no departamento de Caldas.

Marquetalia é um município localizado no departamento colombiano de Caldas.